# Бранко Ракић (правник)
Бранко Ракић (Ивањица, 28. фебруар 1961) српски је правник и универзитетски професор. Ракић је редовни професор Правног факултета Универзитета у Београду.

## Образовање
По завршеној Дванаестој београдској гимназији, најпре је студирао француски језик и књижевност на Филолошком факултету Универзитета у Београду, али је прешао на Правни факултет Универзитета у Београду и на њему дипломирао 1987. године. Две године касније, положио је правосудни испит. Решењем министра правде Владе Републике Србије од 13. јуна 1991. године, именован је за сталног судског тумача за француски језик на подручју Окружног суда у Београду.
На Европском универзитетском центру у Нансију је стекао специјалистичку "Диплому високих европских студија" у децембру 1990. године. Ту је 4. октобра 1991. године стекао и магистарско звање из права Европске заједнице, одбранивши магистарску тезу "Правни аспекти односа између Југославије са једне стране и Европске заједнице и Савета Европе са друге стране" (у оригиналу на француском: "Les aspects juridiques des relations entre la Yougoslavie d'une part et la Communauté européenne et le Conseil de l'Europe de l'autre").
Докторирао је 2. октобра 1999. године на Универзитету у Паризу I Пантеон-Сорбона, где је одбранио докторат "Присуство, интеракције и еволуција политичких, економских и правних елемената у идејама о европској интеграцији до оснивања Европских заједница - У светлу савремених приступа остварењу мира и савременог процеса европског интегрисања -" (фр. "La présence, les intéractions et l'évolution des éléments politiques, économiques et juridiques dans les idées d'intégration européenne jusqu'à la création des Communautés européennes - à la lumière des approches modernes à la réalisation de la paix et du processus moderne d'intégration européenne -").

## Каријера
Са прекидом, радио је као приправник у Првом општинском суду у Београду од 2. новембра 1987. године до 6. новембра 1990. године.
Од 1. новембра 1992. године до 21. априла 1993. године је био запослен као истраживач-сарадник у Институту за европске студије у Београду. 
Влада Републике Србије га је решењем из октобра 2013. године, именовала за председника Надзорног одбора Централног института за конзервацију.

### Академска каријера
Асистент на Правном факултету Универзитета у Београду је постао 1. јула 1996. године. За доцента је изабран 13. марта 2000. године, а за ванредног професора 20. априла 2010. године.
Савет Универзитета у Београду га је изабрао за универзитетског омбудсмана, 15. априла 2009. године. Тако је постао први универзитетски омбудсман у Србији.
Оснивач је и управник Центра за међурелигијски и међукултурни дијалог Правног факултета Универзитета у Београду.

## Политичка делатност
Био је заменик савезног министра за људска права и права мањина у првој влади Радоја Контића, од 22. априла 1993. до укидања министарства 15. септембра 1994. године. Од следећег дана, радио је као секретар Савезног министарства правде до 19. јануара 1999. године.
Ракић је био правни саветник Слободана Милошевића током процеса који се против њега водио у Хашком трибуналу.
Говорио је на скупу "Шест година хашке тамнице" који је одржан 13. марта 2009. године у Сава центру, поводом шест година од одласка лидера Српске радикалне странке Војислава Шешеља у Међународни кривични суд за бившу Југославију у Хагу.